# Didier Burkhalter
Didier Burkhalter (Auvernier, 17 aprile 1960) è un politico svizzero, membro del PLR.I Liberali Radicali. È stato eletto membro del Consiglio federale svizzero il 16 settembre 2009. È succeduto a Pascal Couchepin il 1º novembre 2009, quando è diventato capo del Dipartimento federale dell'interno (ministro degli Interni svizzero). Dal 1º gennaio 2012 è capo del Dipartimento federale degli affari esteri. Nel 2014 è stato Presidente della Confederazione svizzera. Ha ricoperto il ruolo di Presidente in esercizio dell'Organizzazione per la sicurezza e la cooperazione in Europa (OSCE) nel 2014. Ha lasciato il Consiglio federale il 31 ottobre 2017 (sostituito da Ignazio Cassis).

## Biografia

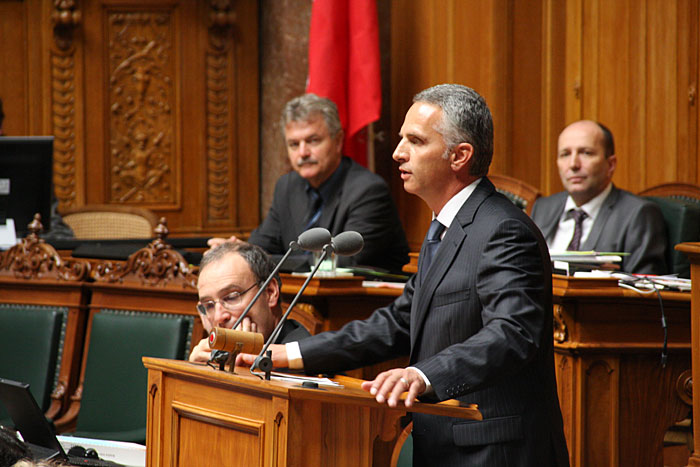
Eletto consigliere federale Didier Burkhalter durante il suo discorso sull'elezione

Dopo gli studi universitari in economia politica presso l'Università di Neuchâtel e licenziato in scienze economiche, ha iniziato la politica nel quadro del Partito Liberale Radicale. È stato eletto il 16 settembre 2009 per sostituire Pascal Couchepin che aveva annunciato le proprie dimissioni per il mese di ottobre. Come il predecessore è esponente del Partito Liberale Radicale, è il centododicesimo consigliere federale eletto e il tredicesimo rappresentante del Canton Neuchâtel a entrare nel governo federale.
Ha ottenuto la maggioranza assoluta dei voti dell'Assemblea federale al quarto scrutinio, battendo così Urs Schwaller, il candidato proposto dal PPD per riconquistare il secondo seggio nell'esecutivo federale perso nel 2003
Burkhalter è stato membro del parlamento cantonale dal 1990 al 2001, del Consiglio nazionale dal 2003 al 2007 e del Consiglio degli Stati dal 2007, fino all'elezione in Consiglio federale nel 2009.
Dapprima a capo del Dipartimento federale dell'interno (DFI), a dicembre 2010 passò a capo del Dipartimento federale degli affari esteri (DFAE). A dicembre 2013 è stato eletto con 182 voti su 202 Presidente della Confederazione per il 2014.
Dal 1º gennaio al 31 dicembre 2014 ha ricoperto l'incarico di presidente dell'OSCE.
Il 14 giugno 2017 Didier Burkhalter annuncia a sorpresa che lascerà l'incarico di consigliere federale a fine ottobre dello stesso anno.